# Hashem Shaabani
Hashem Shaabani ou Hashem Shabaninejad (né en 1981 et mort le 27 janvier 2014 à 33 ans) est un poète et militant iranien, condamné à mort et pendu par le régime iranien en raison de ses idées politiques.

## Biographie
Hashem Shaabani, ou Hashem Shabaninejad, né en 1981. Il obtient son diplôme du baccalauréat en littérature et éducation arabe ainsi qu'un diplôme de maitrise en science politique à l'Université d'Ahwaz.
Avant son arrestation, Hashem Shaabani résidait avec sa femme et son unique enfant dans la ville de Ramshir (aussi connu sous le nom de Khalaf Abād), dans la région du Khouzistan. Il y travaillait comme professeur de langue et de littérature arabe dans une école secondaire locale. Il était connu comme un poète de langue arabe et persane mais aussi pour avoir créé l'Institut du Dialogue, qui promouvait la culture et la littérature arabe en Iran.

## Arrestation
En 2011, Shaabani est arrêté avec quatre autres Arabes Iraniens : Hadi Rashedi, Mohammad-Ali Amouri, et les frères Mokhtar Alboshokeh et Jaber Alboshokeh. Leur arrestation est considérée comme faisant partie d'un répression plus vaste du gouvernement de l'époque contre la minorité arabe d'Iran. Selon Amnesty International, ces personnes furent arrêtées apparemment en raison de leurs activités culturelles, telle que l'organisation d'événements en langue arabe, des conférences, des cours de formation, des cours d'art et des récitals de poésie arabe.

## Exécution
Hashem Shaabani a été condamné à mort en 2013 par le tribunal de la révolution islamique. Il était accusé d'avoir voulu mener une guerre contre Allah et le régime chiite. Il a été pendu le 26 janvier 2014.